# 萨瓦省
萨瓦省（法語：Savoie，發音：[savwa]；阿皮坦语：Savouè）是法國奥弗涅-罗讷-阿尔卑斯大区所轄的省份。該省編號為73。為歷史上薩伏依的一部分。